# 亞卑寮奴你士街
亞卑寮奴你士街（葡萄牙語：Rua de Abreu Nunes），又稱荷蘭園二馬路，是一條位於澳門望德堂區南部的街道，位於高偉樂街和東望洋街之間，與荷蘭園大馬路和東望洋街平行。呈東北-西南走向。為南北單線行車。
本街有不少泰國人經營的商店，故有「小泰國」之稱。每年泰王壽辰期間會設有「泰國文化節」。